# Rail Traction Company

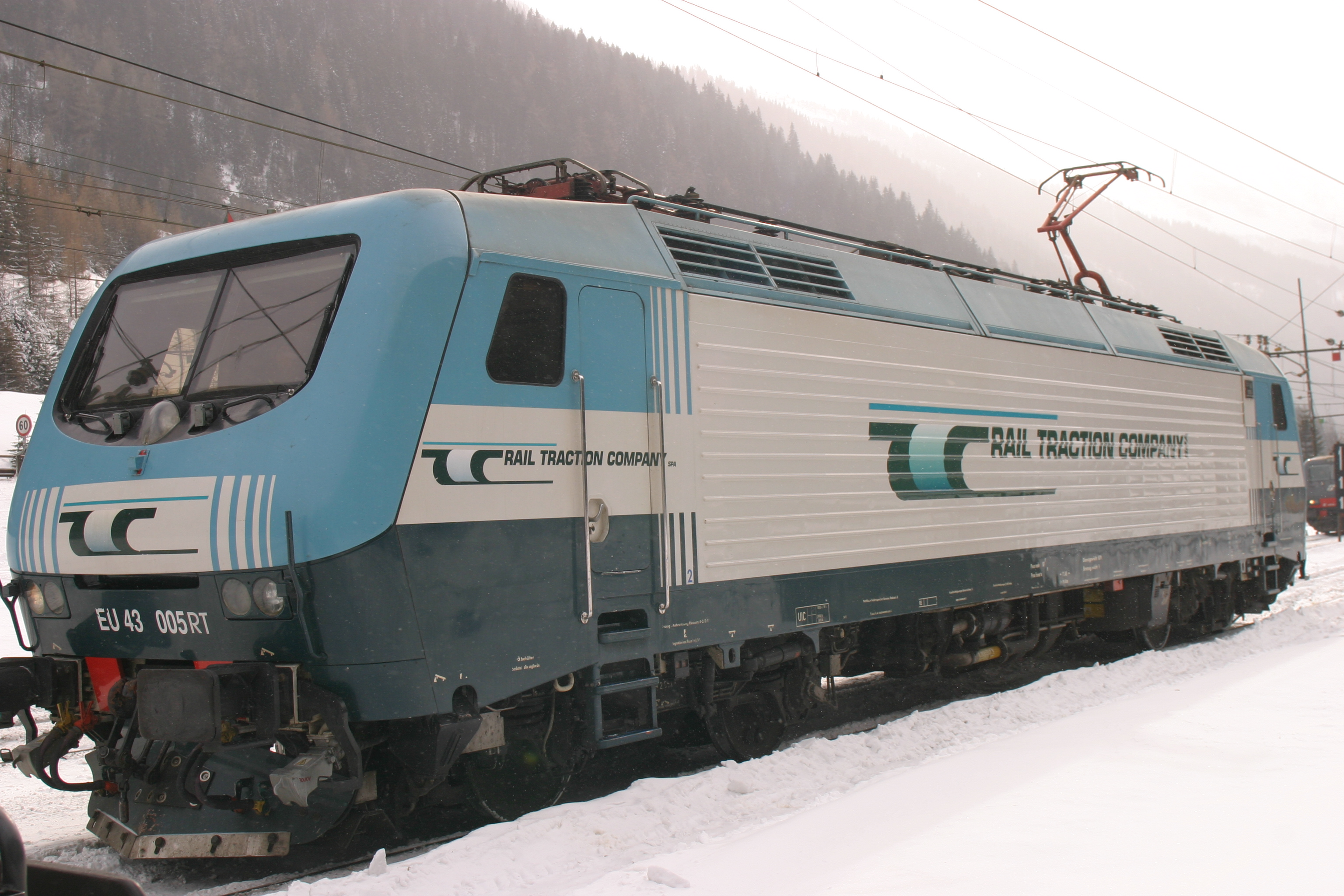
Locomotiva EU43

La Rail Traction Company S.p.A. (o RTC) è una società per azioni privata italiana che opera come impresa ferroviaria di trasporto di merci.
Fondata nel 2000 nell'ambito del processo di liberalizzazione del trasporto ferroviario, ha un capitale sociale di 7,15 milioni di euro.

## Storia e organizzazione
L'azienda venne fondata nel febbraio 2000. Il presidente del consiglio di amministrazione è Fausto Sachetto ; l'amministratore delegato è Martin Hausserdorfer.
L'azionariato di RTC è composto dal socio di maggioranza STR SpA, società di trasporti su rotaia che detiene il 94,79% delle azioni, DB Schenker Rail Deutschland Ag, società di trazione delle ferrovie tedesche con il 4,47% e dal socio di minoranza Reset 2000 (0,74%).

## Servizi operati
Rail Traction Company opera in virtù delle direttive europee che hanno favorito la liberalizzazione del trasporto ferroviario ed è attiva soprattutto sulle linee tra Italia e Germania, offrendo servizi di formazione, verifica condotta e scorta di treni per conto delle aziende che operano spedizioni in ambito europeo.
La maggior parte del traffico è composta da trasporto combinato, cioè da carichi di container e dal trasporto convenzionale di Ferro/Acciaio, Automobili del gruppo VW (Audi, VolksWagen, Skoda) e pezzi di ricambio sempre del gruppo VW.

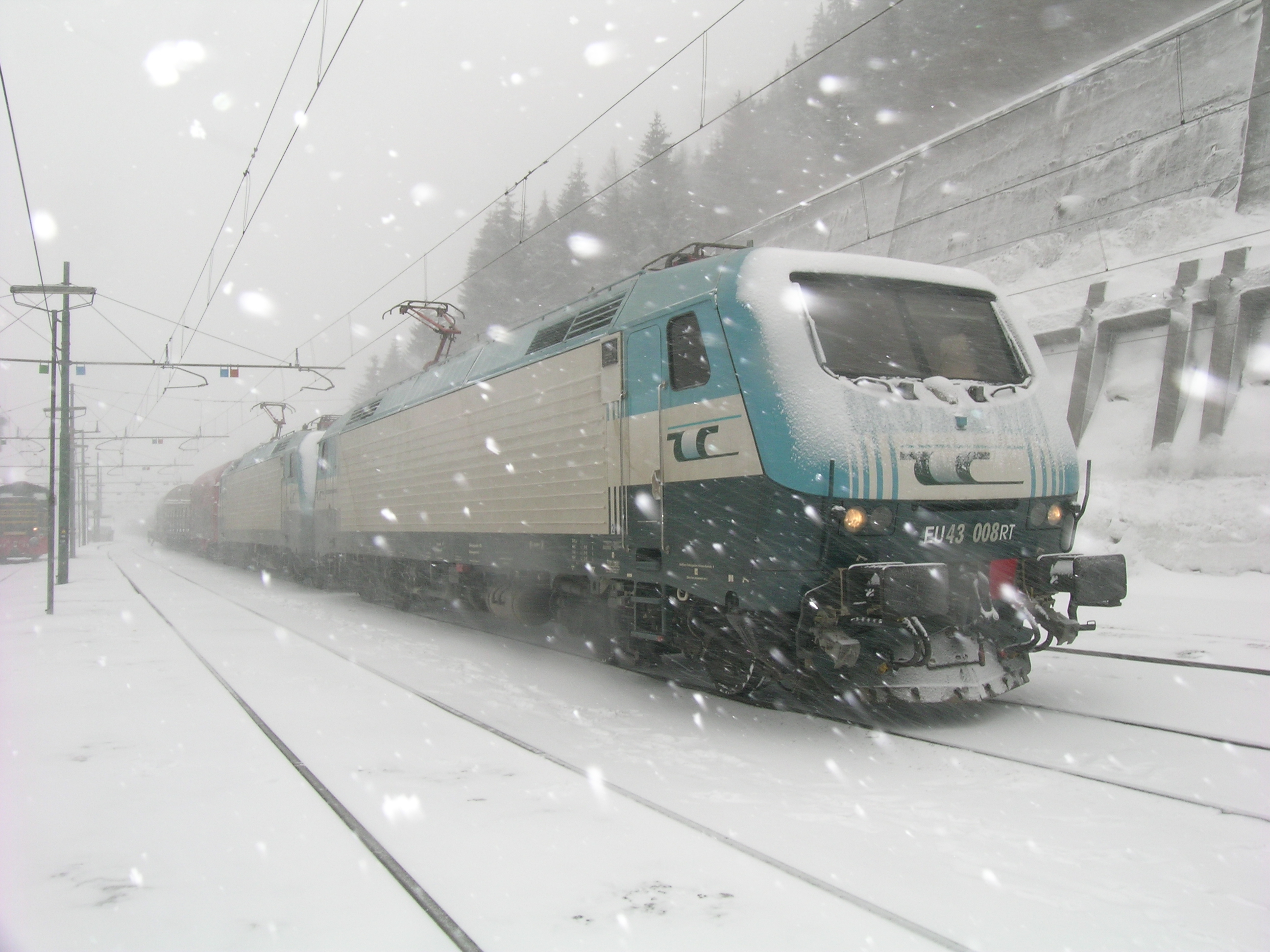
Due EU43 di Rail Traction Company sul Brennero

Tramite il passo del Brennero RTC effettua diverse coppie di treni al giorno tra Verona e Colonia, Monaco, Amburgo, Wuppertal. A queste si aggiungono due coppie di treni tra Monaco e Verona per servizio di trasporto auto.
Trasporti internazionali via Brennero:
- 11 coppie di treni alla settimana per la relazione Verona QE – Monaco Riem
- 15 coppie di treni alla settimana per la relazione Verona QE- Colonia
- 5 coppie di treni alla settimana per la relazione Verona QE – Hamburg
- 1 coppia di treni alla settimana per la relazione Verona QE – Kiel Schwedenkei
- 5 coppie di treni alla settimana per la relazione Verona QE – Kiel/Lehrte
- 5 coppie di treni alla settimana per la relazione Verona QE –  Anversa
- 6 coppie di treni alla settimana per la relazione Verona QE – Lubecca
- 10 coppie di treni alla settimana per la relazione Verona QE –  Brema
- 17 coppie di treni alla settimana di trasporto di ferro e acciaio per la relazione Monaco Nord – Brescia
- 4 coppie di treni alla settimana di trasporto di auto per la relazione Arena Po’-Monaco
- 6 coppie di treni alla settimana di trasporto di auto per la relazione Verona QE – Monaco
- 1 coppia di treni alla settimana di trasporto di GPL per la relazione Portogruaro – Vlissingen
Trasporto diffuso:
- 11 coppie di treni alla settimana per la relazione Monaco Nord – Verona Porta Vescovo
Inoltre, attraverso il valico di Tarvisio collega Il porto di Trieste e Monaco.
Trasporti internazionali via Tarvisio:
- 3 coppie di treni alla settimana per la relazione Colonia – Trieste
- 2 coppie di treni alla settimana per la relazione Krefeld – Trieste
- 3 coppie di treni alla settimana per la relazione  Monaco  – Trieste
- 2 coppie di treni alla settimana per la relazione Wörth- Villa Opicina
Traffico Cereali:
RTC vanta una esperienza decennale nel trasporto di cereali ed effettua giornalmente collegamenti per l’Italia da Romania, Ungheria, Serbia, Croazia e Ucraina.
Negli anni l’impresa ha potuto affermarsi come partner di riferimento per affidabilità in un mercato di particolare complessità grazie al know how acquisito nel tempo ed alla flessibilità operativa che la contraddistingue da sempre, che ha permesso di avviare recentemente nuove collaborazioni con i più importanti spedizionieri operanti nel settore cerealicolo.
RTC è oggi in grado di servire tutti i principali molini del Nord Italia, ed in particolare ha ormai acquisito la quasi totale esclusività di trasporti su S. Ilario, Felizzano Cambiano e Carmagnola.
Dall’ottobre 2016 RTC effettua, prima Impresa ferroviaria in Italia, la trazione di treni di cereali con un peso fino a 2.200 tonnellate complessive e 1.600 tonnellate nette di carico e ad oggi oltre il 90% dei servizi è svolto operata con tale prestazione.

## Rotabili

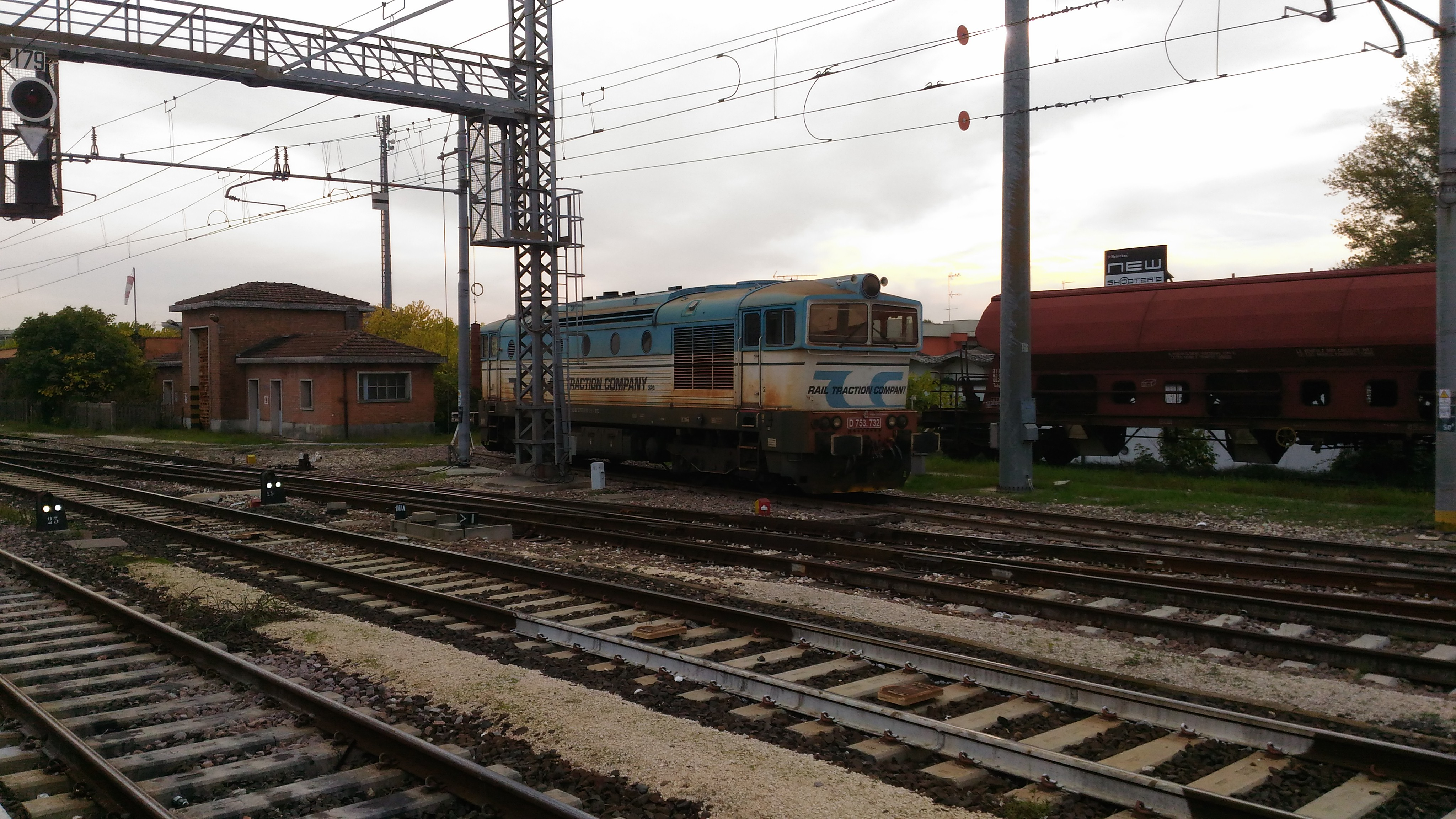
Locomotiva diesel D.753.732 in livrea Rail Traction Company in sosta alla stazione di Rovigo.

RTC dispone di un parco locomotive elettriche che comprende sia macchine cosiddette “interoperabili”,  che possono circolare in Italia, in Austria e in Germania, sia “non interoperabili”, che possono circolare sulla sola rete nazionale italiana.
Il trasporto internazionale tra l’Italia e la Germania viene quindi effettuato sugli assi del Brennero e del Tarvisio mediante le locomotive interoperabili, senza necessità di effettuare la sostituzione dei mezzi di trazione al confine  riducendo così notevolmente i tempi di interscambio e semplificando le procedure operative.
Per i trasporti in territorio nazionale vengono utilizzate invece locomotive elettriche non interoperabili e locomotive dotate di motore diesel.
Esso si compone di:
- 8 Locomotive Bombardier EU43 politensione 15 kV 16,7 Hz CA / 3 kV CC, derivate dalle E.412 FS, inizialmente destinate alle ferrovie polacche PKP
- 19 Locomotive Siemens E189 politensione 15 kV 16,7 Hz - 25 kV 50 Hz CA / 3 kV - 1,5 kV CC, in uso ai valichi di Brennero e Tarvisio per effettuare i treni in regime di interoperabilità
- 4 Locomotive Bombardier E483 monotensione 3 kV CC per i traffici interni, fino ad aprile 2018
- 2 Locomotive DE.753 originarie della Repubblica Ceca, fino a gennaio 2023
- 2 Locotrattori Zephir LOK 16300, mezzi di manovra bimodali strada/ferrovia usati nello scalo di Verona Quadrante Europa e di Cervignano Smistamento
- 1 Locomotiva da manovra CKDT212 usata per le manovre nello scalo di Arena Po

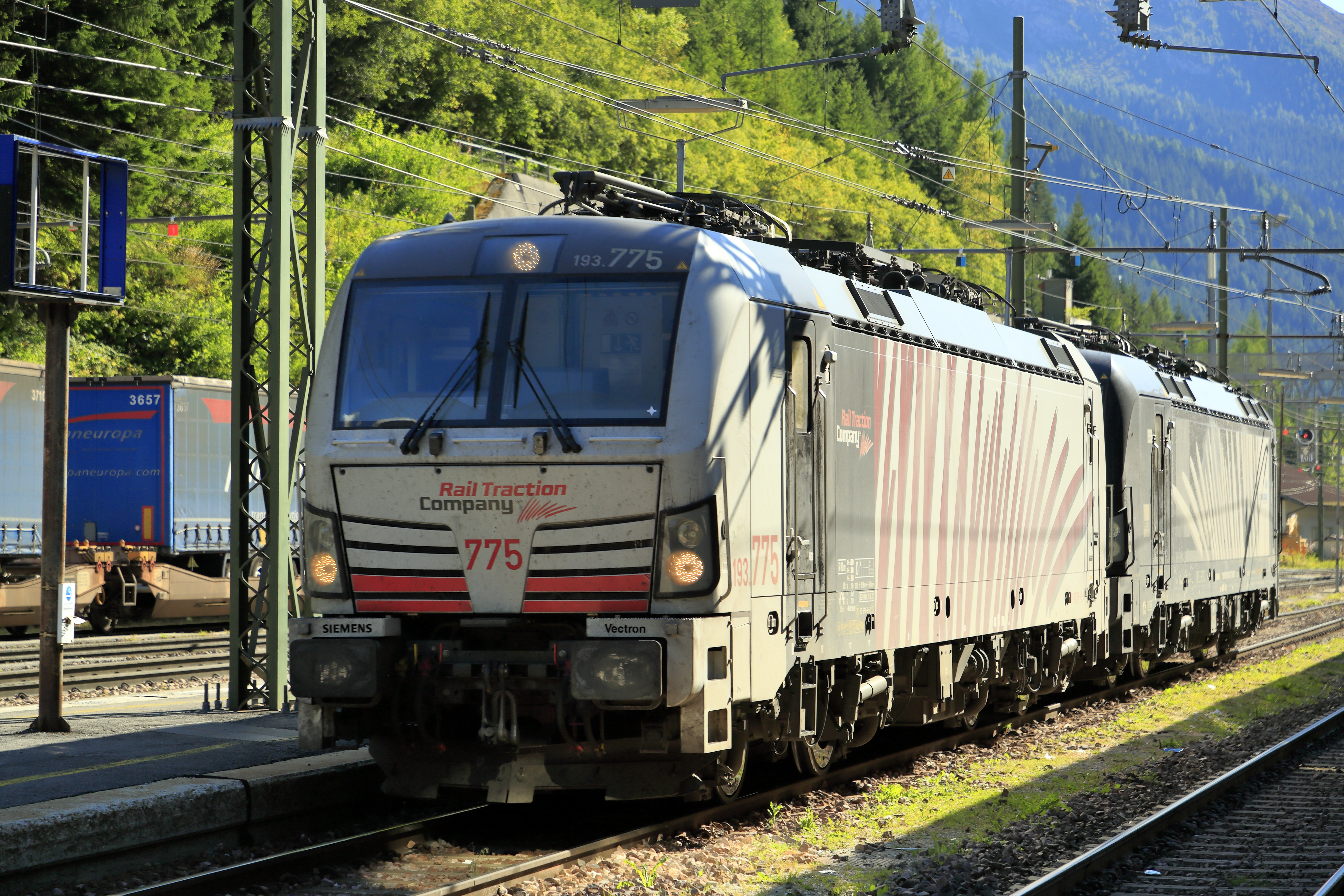
Locomotiva E193-775